# آمنه لاوال
آمنه لاوال (به انگلیسی: Amina Lawal Kurami) (زاده ۱۹۷۲) مادری مجرد اهل نیجریه است که در مارس ۲۰۰۲ از جانب دادگاه شریعت به سنگسار محکوم شد.
حکم سنگسار نمودن وی تنش‌های بسیار شدیدی را بین جامعه مسیحیان و مسلمین نیجریه به وجود آورد. همچنین صدور این حکم موجب بروز حساسیت‌های گسترده‌ای در کشورهای مختلف غربی شد و کمپین‌های متعددی جهت وادار نمودن دولت نیجریه به لغو این حکم به راه انداخته شد. این حکم مخالفت و اعتراض ملکه‌های زیبایی جهان را نیز که قرار بود در آن سال در نیجریه برگزار شود به دنبال داشت. سرانجام در سپتامبر ۲۰۰۳ یک دادگاه اسلامی حکم برائت آمنه را ابلاغ نمود.